# Purrmühlenbach
Der Purrmühlenbach ist ein rechtsseitiger Nebenfluss der Delme. Er fließt ausschließlich im südlichen Bereich der Samtgemeinde Harpstedt im niedersächsischen Landkreis Oldenburg.

## Verlauf
Der 5 km lange Purrmühlenbach entspringt an der südlichen Samtgemeindegrenze von Harpstedt, fließt in nördlicher Richtung durch Holzhausen, dann westlich und parallel zur Landesstraße L 776. 500 Meter östlich liegt das 59,8 Hektar große Naturschutzgebiet Brammer, das seit 2004 unter Naturschutz steht.
Südlich des Ortskerns von Harpstedt mündet der Purrmühlenbach in die Delme, die in nördlicher Richtung weiterfließt.